# 호로누카역
호로누카역(일본어: 幌糠駅)은 일본 홋카이도 루모이시에 위치한 홋카이도 여객철도 루모이 본선의 철도역이다. 단선 승강장 1면 1선의 구조를 갖춘 지상역이다.

## 이용 현황
- 1981년도 : 84명
- 1992년도 : 24명

## 역 주변
- 국도 제233호선
- 루모이 시청 호로누카 시민센터
- 루모이 강

## 역사
- 1910년 11월 23일 : 일본국유철도 루모이 선 후카가와 역 - 루모이 역 간 개통에 수반해 개업. 일반역.
- 1931년 10월 10일 : 선로명을 루모이 본선으로 개칭, 그것에 수반해 이 선의 역이 된다.
- 1977년 5월 25일 : 화물 취급 폐지.
- 1984년 2월 1일 : 소화물 취급 폐지. 동시에 출찰 · 개찰 업무를 정지해 여객 업무에 대해서 무인화. 단, 조사 폐색 취급의 운전요원은 계속 배치.
- 1986년 11월 1일 : 폐색 합리화에 수반해 교환 설비 폐지. 조사 폐색 운전요원을 무인화.
- 1980년대 후반 : 역사 개축, 화차 역사로 한다.
- 1987년 4월 1일 : 일본국유철도 분할 민영화에 의해, 홋카이도 여객철도가 승계.
- 1997년 4월 1일 : 선로명을 루모이 본선으로 개칭, 그것에 수반해 이 선의 역이 된다.
- 2023년 4월 1일: 폐역.

## 인접 역
| 홋카이도 여객철도 루모이 본선 | 홋카이도 여객철도 루모이 본선 | 홋카이도 여객철도 루모이 본선 |
| ----------------------------- | ----------------------------- | ----------------------------- |
| 도게시타 후카가와 방면        | 루모이 본선                   | 후지야마 마시케 방면          |